# Przełącznik uzwojeń
Przełącznik uzwojeń – przełącznik przeznaczony do przełączania zasilania silnika indukcyjnego na różne uzwojenia lub ich układy.